# 천사예성국경
천사예성국경(天賜禮盛國慶)은 서하 혜종(西夏 惠宗) 이병상(李秉常)의 치세에 쓰던 연호이다.

## 연대 대조표
| 천사예성국경 | 원년           | 2년            | 3년            | 4년            | 5년            | 6년            |
| 서기(西紀)   | 1069년         | 1070년         | 1071년         | 1072년         | 1073년         | 1074년         |
| 간지(干支)   | 기유(己酉)     | 경술(庚戌)     | 신해(辛亥)     | 임자(壬子)     | 계축(癸丑)     | 갑인(甲寅)     |
| 북송(北宋)   | 희녕(熙寧) 2년 | 희녕(熙寧) 3년 | 희녕(熙寧) 4년 | 희녕(熙寧) 5년 | 희녕(熙寧) 6년 | 희녕(熙寧) 7년 |

## 동시대 연호
| 이전 연호 건도(乾道) | 중국의 연호 서하(西夏) | 다음 연호 대안(大安) |